# Stevan Radić
Stevan Radić (Mohač, 1863. – Irig, 1917.), književnik, pedagog, društveni i kulturni radnik. 

## Životopis
U rodnom mjestu završio srpsku osnovnu i mađarsku višu narodnu školu. Učiteljsku školu s odličnim uspjehom završio u Karlovcu. Nakon završetka preparandije 1882. godine dobiva mjesto učitelja u komunalnoj školi u Trpinji kod Vukovara. Došavši u to mjesto, zatekao je školu u vrlo lošem stanju, "bez poda i s propalom trskom pokrivenu". Na njegovu inicijativu mještani, mahom seljaci, sazidali su novu školu. U istom mjestu je zatim osnovao i pjevačko društvo te je zaveo svetosavske besede. U Trpinji je proveo deset godina, podigavši društveni i kulturni život na zavidni stupanj.
U Irig, "prijestolnicu Fruške gore", došao je 1892. godine kad je izabran za učitelja i upravitelja općinske osnovne škole "Sveti Sava". I u tom mjestu, kao  učitelj, osnovao je pjevačko društvo i bio mu, punih sedam godina, besplatno voditelj zbora. Kad se 1903. godine stvorila u Irigu "Dobrotvorna zadruga Srpkinja", našao se u tom društvu te ga se 1905. izabralo za njenog tajnika. S tom zadrugom osnovao je vrtić i "Krajcarsko društvo", postigavši s tim lokalnim institucijama dobre rezultate. U međuvremenu radio je na ideji da se u Austro-Ugarskoj stvori Savez Srpkinja, a to mu je pošlo za rukom 1910. godine kad je u Srijemskoj Mitrovici, na prvom sastanku okolnih dobrovoljačkih zadruga Srpkinja u Austro-Ugarskoj, uspio postići da se usvoji statut i formira savez. Za rad na stvaranju saveza njemu je, kao priznanje, dodijeljen status počasnog člana u Nadzornom odboru. Godine 1912. ostvarila se dugo očekivana ideja, koja je potekla od ženskih zadruga, da se podigne spomenik srpskoj pjesnici i književnici Milici Stojadinović Srpkinji. Čast da ga svečano, uz pozdravni govor, u prisustvu nekoliko tisuća ljudi, u blizini manastira Ravanice u Vrdniku, na Vidovdan, preda u amanet svojim sunarodnicima, pripala je ovom čovjeku i humanistu. Bio je zagovornik i ideje da se Jovanu Jovanoviću Zmaju podigne dostojan spomenik na Iriškom vijencu, najvišem dijelu Fruške gore, no ta je ideja ostala samo zamisao.
Svoj je književni rad Stevan Radić, za ono vrijeme veoma obrazovan, počeo još 1883. godine humoreskama i šalama u Zmajevom Starmalom. Zatim je, u Srbobranu 1895., a kasnije i u Zastavi i Braniku, u razdoblju od 1898. do 1904., objavljivao svoje putopise iz Baranje, Crne Gore i Srijema, kao i mnoštvo modernih i poučnih tekstova u istim listovima pod nazivom Popisna praksa. Pisao je i pripovijetke u Javoru i Stražilovu u razdoblju od 1895. do 1909., kad se posljednji put javlja u Braniku, opisujući svoj put po Češkoj i boravak u Pragu, gdje je kao delegat zastupao srpsko učiteljstvo na Sveslavenskom kongresu u "zlatnom gradu", te 1909. godine, kad je postao dopisni član Saveza čeških učiteljskih društava.
Sudeći prema elektronskom katalogu Biblioteke Matice srpske, Stevan Radić je 1898. godine u Srijemskim Karlovcima izdao knjigu "Baranjčice : priče iz života Srba Baranjaca", godine 1910. u Rumi pripovijetku "Ni iz čega" (136 str.) te esej "Srpska žena" (1910., 2 str., bez oznake mjesta i izdavača), u kome "poziva srpske žene da prikupe ručne radove za izložbu u Pragu 1910. godine" i "kratko govori o tradiciji ručnog rada u nas". 
Pored svog velikog utjecaja na narod u Irigu i okolini živom riječju, kad je koristio svaku priliku da ga pouči svemu korisnom, bavio se i "daskama koje život znače". Naime, kad se "Diletantsko pozorišno družestvo" izdvojilo iz iriške Srpske čitaonice, bio je od 1894. do 1901. godine njegov neposredni rukovoditelj, a samim tim i redatelj. Režirao je u tom amaterskom ansamblu predstave Monastarliju i Boj na Kosovu i s njima gostovao diljem Srijema, šireći ljubav prema još jednoj "sporednoj stvari" na tim prostorima.
Oronulog zdravlja, iznenada umire relativno mlad u 54. godini, ostavljajući iza sebe mnoge neostvarene lucidne ideje, na žalost mještana Iriga i tog dijela Fruškogorja. Sahranjen je na Nikolajevskom groblju u Irigu 1917. godine.